# Saint-Mathieu fyr
Saint-Mathieu fyr (franska: Phare de Saint-Matthieu) är en fyr på udden Pointe Saint-Mathieu på Frankrikes västkust, omkring 3 kilometer söder om Le Conquet.
Fyren tändes första gången den 15 juni 1835, men munkarna i det intilliggande klostret, som nu är en ruin, började tända ljus i kyrktornet redan år 1692.

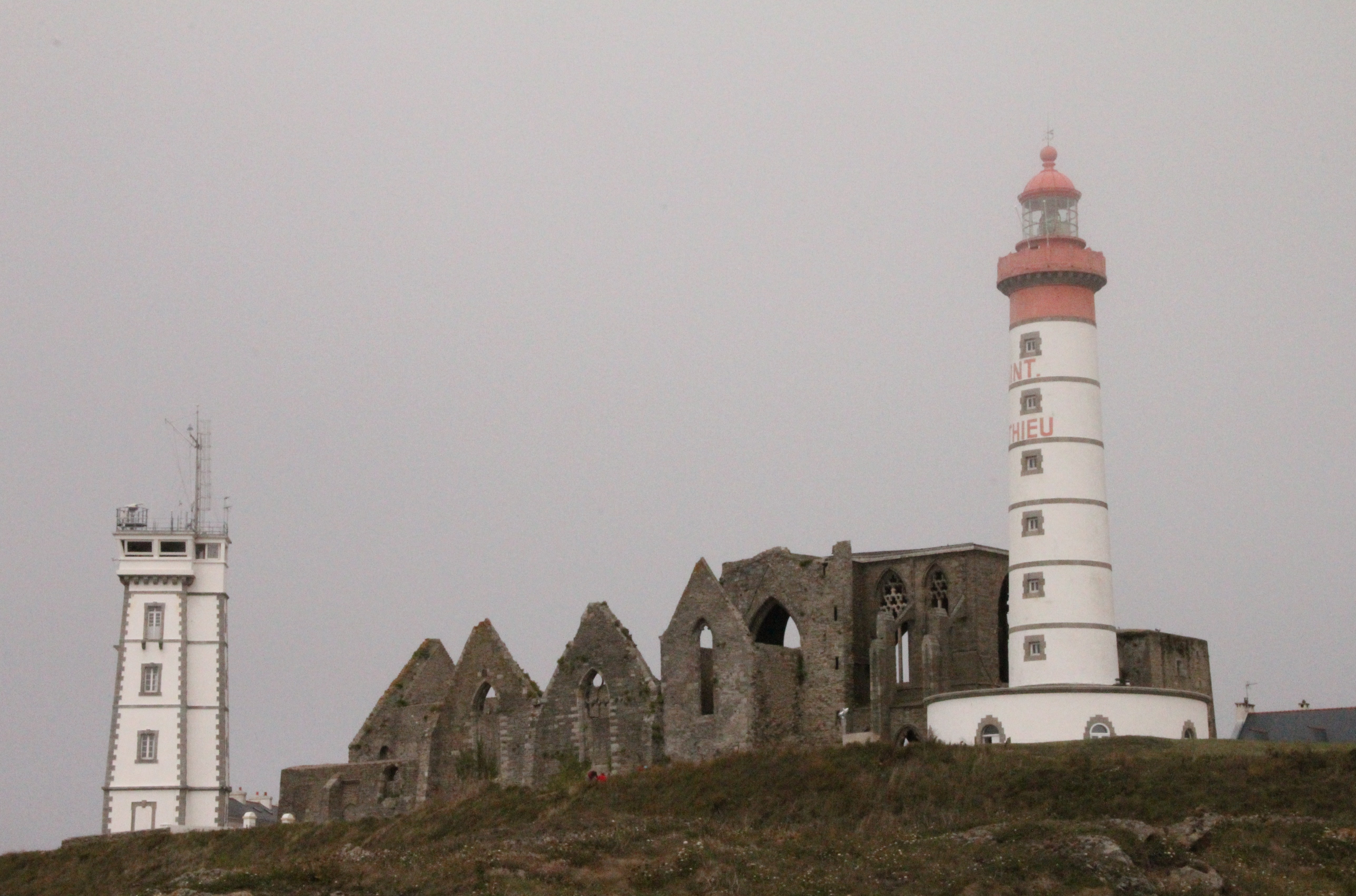
Klosterruinen, fyren och signaltornet.

Fyren har byggts intill ruinen av ett benediktinerkloster från 1200-talet. Den är 37 meter hög och vitmålad och står ovanpå fyrvaktarbostaden. Den översta delen av fyren, balkongen och lanterninen är rödmålade. Fyrapparaten är försedd med en Fresnel-lins och visar en vit blixt vart femtonde sekund. Lysvidden är 24 sjömil.
I närheten av fyren finns ett signaltorn med ett modernt kontrollrum högst upp som övervakar och reglerar fartygstrafiken till och från Brest.
Fyrplatsen är öppen och fyren kan besökas under sommarhalvåret. Det är 163 trappsteg upp till toppen.